# Balkengat

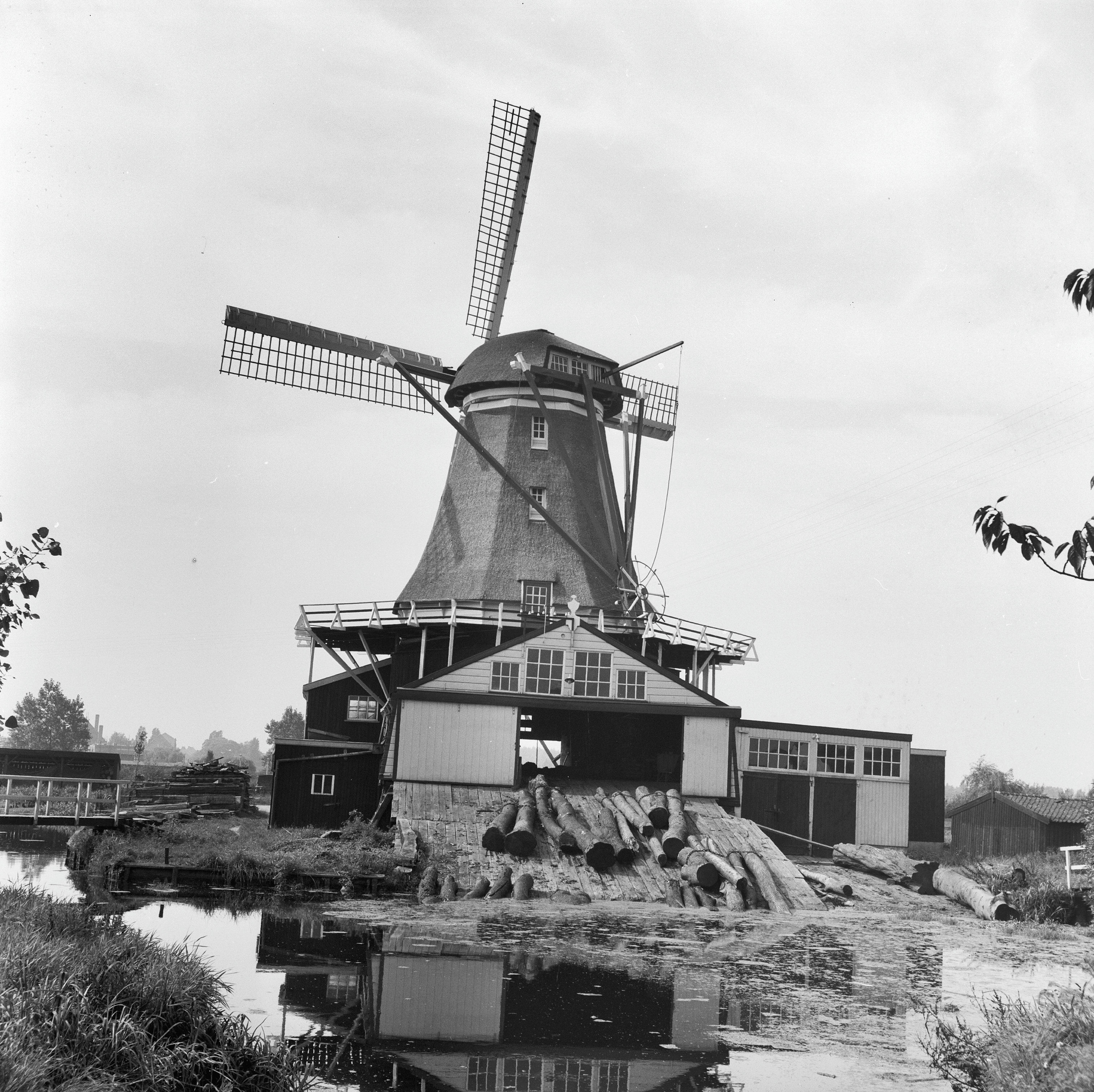
Zaagmolen « », Leiden

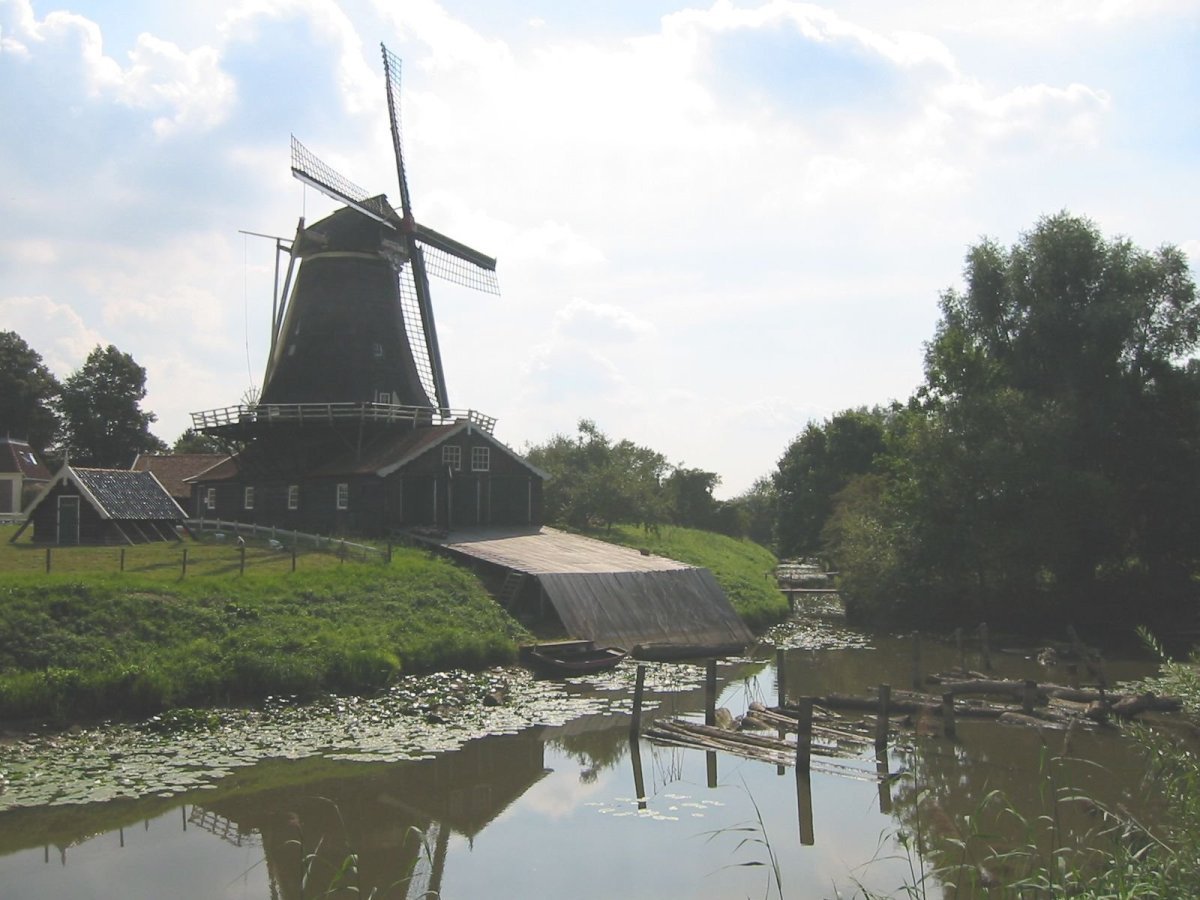
balkengat du

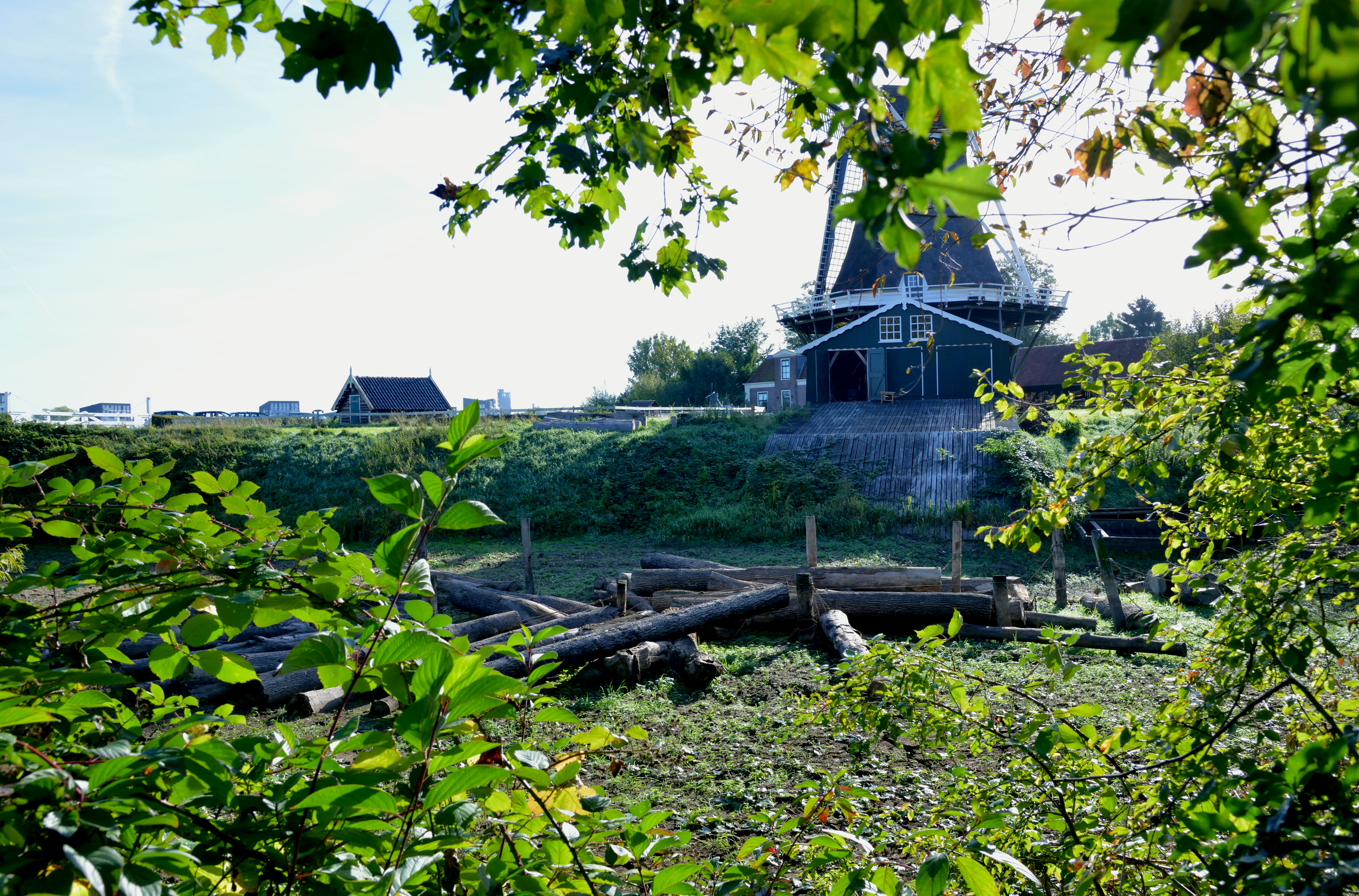
balkengat asséché par la chaleur de l'été du Bolwerksmolen

L’expression néerlandaise balkengat (dans le nord des Pays-Bas : balkgat, littéralement en français trou de poutre, on retrouve aussi les expressions balkenhaven, zaaghaven, houtvijver) désignait un cours d'eau peu profond ou un bassin de stockage, dans lequel les grumes d'un houtzaagmolen (nl) (moulin scierie), ou d'une simple scierie étaient stockées, en attendant d'être sciées. Il s'agit d'un types particulier de bassin à grumes (stockage humide des grumes).  
Les troncs plus légers flottaient, mais des bois plus lourds comme le chêne coulaient. Il était donc important de ne pas creuser le balkengat trop profondément ou de fixer ces troncs d'arbres avec une corde ou une chaîne.  
En face du Fokhaven (nl) de Rotterdam se trouvait un tel balkengat et à Groningue une rue est nommée d'après un tel plan d'eau bien qu'appelé balkgat. Vers 1965, il y avait également un balkengat au début de l'Helperzoom à Groningue, dans le premier étang vu de la ville. 
À Bedum, se trouve aussi un plan d'eau du nom de Balkgat. À Appingedam également, bien qu'il n'y ait jamais eu de troncs d'arbres dans cette eau. Le nom Plankensloot (près du Zuidlaardermeer) fait également référence à limmersion du bois. 
Il y a deux balkengaten à Leerdam. La Linge était le moyen de transport des grumes pour le commerce du bois de Varsseveld. Ils sont encore visibles depuis le ciel et sont maintenant situés dans le parc naturel de Varsseveld, à Leerdam Sud-Est. Ils forment un bel étang de pêche et une patinoire par hiver rigoureux. 
Toujours dans la droogmakerij de Schermer près de West-Graftdijk, un balkengat est visible, comme un bras latéral peu profond du Vuyle Graft. La voie d'eau appartenait à la scierie à bois «De Drie Gebroeders» de la famille Graftdijk. Au moins en 1730, le complexe du moulin était là, jusqu'à ce qu'il s'enflamme en 1890. Maintenant, le balkengat est le seul rappel tangible de ce passé. 
Juste à l'extérieur du nouveau lotissement de Wijk bij Duurstede sur la Prins Hendrikweg se trouve un petit étang. Il s'agit du balkengat de l'ancienne scierie De Zonnewijzer. Le moulin a depuis longtemps disparu après un incendie en 1912. Après cela, le bois a été scié électriquement jusqu'en 1989, jusqu'à ce que cette scierie fasse également place à une nouvelle construction. Ce qui reste est le balkengat, une petite piscine en liaison avec le Kromme Rijn. 
Ailleurs aux Pays-Bas, on parle de « balkengat », mais à Vorden, on parle de « zaagkoele ». Il s'agit d'un bassin d'eau presque rectangulaire en bordure du village, séparé de la Baakse Beek par une digue. Une quinzaine de troncs d'arbres gisent dans l'eau. 